# Flotte Bursche
Personnages
- Anton, l'artisan
- Hieronymus Geier, son tuteur
- Lieschen, la fille de bourgeois
- Fleck, le cireur de bottes
- Brand, étudiant
- Frinke, étudiant

Flotte Bursche (en français, Les Garçons chics) est une opérette de Franz von Suppé sur un livret de Joseph Braun.

## Synopsis
Avant d'entrer dans un café-restaurant, des étudiants de Heidelberg veulent fêter leurs études, malgré leur pauvreté. Ils distraient Fleck, un cireur de bottes, pour se procurer de l'argent. Anton, un artisan, et Lieschen, une fille de la bourgeoisie, se lamentent de leurs sorts : Anton doit partir en tournée, car son tuteur, Hieronymus Geier, refuse de lui laisser la fortune dont il est l'héritier, tandis que Lieschen pourrait connaître un mariage arrangé. Les trois étudiants qui les ont entendus tous les deux, décident de les aider, surtout en voyant l'égoïsme de Geier. Brand se fait passer pour un peintre italien et donne à Geier un portrait horrible de Madame Potiphar comme une antiquité précieuse. Frinke et Fleck sont déguisés en un lord et son majordome et reconnaissant que le tableau est un chef-d'œuvre de la peinture italienne et affirment vouloir l'acheter mille Taler. Geier l'achète pour 700 et se rend compte ensuite qu'il s'est fait avoir par les étudiants. Lieschen et Anton consacrent l'argent à leur mariage.

## Source de la traduction
- (de) Cet article est partiellement ou en totalité issu de l’article de Wikipédia en allemand intitulé « Flotte Bursche » (voir la liste des auteurs).